# Тёрох, Илья Иванович
Илья́ Ива́нович Тёрох (Цёрох) (30 июня 1880, Колбаевичи, Галиция, Австро-Венгрия — 26 марта 1942, Нью-Йорк, США) — русский композитор, общественный деятель и поэт, принадлежавший к галицко-русскому направлению. Значительную часть жизни прожил в США.

## Биография
Родился в селе Колбаевичи в австрийской Галиции (сейчас территория Львовской области Украины). Уже в детстве он начал проявлять интерес к музыке, в особенности к пению. После окончания сельской школы он поступил учеником в Ставропигиональную бурсу во Львове, где, помимо прочего, пел в церковном хоре и овладел музыкальной грамотой. Параллельно окончил львовскую консерваторию. В то время он познакомился с известным тогда историком Исидором Шараневичем, который сделал его своим помощником в научных исследованиях. За эти годы Илья Тёрох приобрёл не только профессиональную музыкальную подготовку, но и укрепился в «общерусских» взглядах, считая, что население России, Украины и Белоруссии является единым русским народом. Приверженность этим взглядам Тёрох сохранял до самой смерти.
После окончания учёбы он был приглашён в Ставропигиональную бурсу для управления хором, написал ряд музыкальных произведений, кроме того, активно сотрудничал с газетой «Прикарпатская Русь». Перед самым началом Первой мировой войны он выехал с женой в Швейцарию и это спасло его от репрессий, обрушенных на русофильское движение Галичины австрийскими властями. Отец Ильи Тёроха, Иван Тёрох, был репрессирован австро-венгерской властью, как и многие галичане в этот период, и погиб в Талергофе. В 1915 году, во время недолгого занятия Галичины русской армией, Илья Тёрох с женой вернулись, но уже в 1915 году вынуждены были бежать снова: Галичина вновь перешла под власть Австро-Венгрии. В предреволюционной России Илья Тёрох сумел освоить и сдать университетский курс по русскому языку и получить диплом Варшавского университета (тогда находившегося в эмиграции в Ростове-на-Дону).
Во время Гражданской войны Илью Тёроха вместе с Семёном Бендасюком направили как представителей галицко-русского движения в США с целью установить связи с тамошней галицко-русской общиной.
Но после длительного путешествия (Ростов-на-Дону — Владивосток — Сан-Франциско — Нью-Йорк) стало очевидным, что в настоящий момент возвращаться некуда. В бывшей Российском империи установилась советская власть, провозгласившая политику украинизации, а Галичина оказалась под властью Польши. С тех пор оставшаяся жизнь Ильи Тёроха была связана с США, в частности — с общиной галицко-русских эмигрантов в Нью-Йорке. Тёрох лишь один раз приезжал на родину — в 1929 году, но вскоре уехал назад, не сумев найти себе применение в условиях нажима польских властей и украинских националистов.
Усилиями Тёроха и Бендасюка был создан Народный карпаторусский совет, также Тёрох участвовал в создании образовательного клуба для эмигрантов-лемков, в организации собраний, написании просветительской литературы и др. Со временем он, однако, отошёл от политической деятельности, устав от постоянных конфликтов и полностью посвятил себя музыкальному и поэтическому творчеству. Тем не менее, Тёрох сохранил верность своим убеждениям. Известна, помимо прочего, его статья «Украинизация Галичины» с резко-отрицательной оценкой идеологии украинского национализма. Статья увидела свет на страницах газеты «Свободное слово Карпатской Руси» лишь после смерти Тёроха.

## Творчество
Илья Тёрох с молодых лет работал композитором, позднее совмещая занятия музыкой с поэтическим творчеством. В период жизни в США его работы были подписаны англизированной формой его имени Elias Tziorogh. Тёрох создал ряд произведений для хора, производил обработки народных песен («Карпаторусский хоровод».), пьес. Его основной работой как поэта была эпическая поэма «Сварог» из трёх частей, которая должна была, по замыслу автора, отражать представление о мире в мифологии древних восточных славян. По причине смерти Тёроха поэма осталась неоконченной, но выходила в свет при его жизни отдельными частями (например, «Карпаты и славяне»).

## Некоторые сочинения
- Карпаты и славяне. Предание. [Отрывок из сочинения «Сварог»]. — Нью-Йорк : Издание общ-ва ревнителей русской старины, 1941.
- Сварог. — Нью-Йорк, 1946.
  - Сварог. — СПб. : Потаенное; М. : Белые альвы, 2010.